# Louis Jean George Marie van Steenhardt Carré
Louis Jean George Marie van Steenhardt Carré beter bekend onder L.J.G.M. van Steenhardt Carré, (Utrecht, 19 mei 1915 – Wolfheze, 5 februari 2002) was een Nederlands architect.
Hij was zoon van eerste luitenant artillerie (later leraar HBS) Feodor Guillaume Joseph Marie en  Julia Maria Alexandrine Isabelle Descamps (militieregister). Hijzelf was tussen 1947 en 1987 getrouwd met Maria Innocentia Wiemers.
Van hem is slechts weinig bekend. Zijn kaart in het militieregister vermeldde dat hij een korte opleiding HBS achter de rug had met een aanvullende opleiding aan de normaalschool op tekenonderwijzer te worden. In 1940 studeerde hij af aan de MTS onderdeel bouwkunde.  Zijn persoonskaart Amsterdam vermeldt de functies bouwkundig opzichter en architect. Hij werkte jarenlang samen met Karel Petrus Tholens in één kantoor.
Een aantal projecten:
- 1953: Meisjesinternaat De Voorzienigheid te Driehuis
- 1954: Robert Scottstraat 28-34 te Amsterdam (gecombineerde meisjes- en jongensschool)
- 1955-1959: verbouwingen van en kapel behorende bij verzorgingstehuis Bosbeek, Glipper Dreef 209, Heemstede (1959-1960)
- 1960: Jan Tooropstraat, Amsterdam, kweekschool
- 1961: kerk te Santanense in Brazilië (gebouwd voor zijn zwager Wiemers)
- 1964: kapel te Steenwijkerwold
- 1968: Jan Evertsenstraat 717-781 te Amsterdam, LTS-gebouw uit 1968
- 1962: Sint Willibrorduskerk, Van Riebeeckweg 45 te Hilversum (gesloopt 1996) met ramen van Jan Dijker
- renovatie Begijnhof